# Arthur Howes
Arthur Howes, (1950-2004)
Nasceu em Gibraltar em Julho de 1950. Foi realizador de documentários sobre o Sudão. O seu trabalho chamava a atenção do mundo sobre a guerra civil que devastava o país. Os seus vinte anos foram passados como professor substituto no sul de Londres, antes de responder a um anúncio para professores no Sudão.
Após a criação de um departamento de Inglês em Dilling, Arthur foi para as montanhas de Nuba, onde foi fascinado pelas visões e sons da cultura Nuba, em especial pelo cerimonial extraordinário de combates de boxe. Inspirado por tudo o que viu, Howes resolveu desistir de ensino para realizar filmes.
Voltou a Inglaterra e matriculou-se na National Film and Television School, onde realizou seu filme de graduação, A História de Kafi (1989), filmado no Sudão, com a colaboração de Amy Hardie. A sociedade que Howes encontrou nas montanhas de Nuba foi quase idílica, mas no final do filme iniciou-se a guerra civil do Sudão. Howes, durante 10 anos não foi autorizado a regressar à região.
Conseguiu finalmente entrar no país com a premissa de filmar as celebrações do governo, e seu filme seguinte, Conversas Nuba (2000), abriu com uma ostentação do poder do governo militar sudanês.
Seu último filme, Benjamin e seu Irmão (2002),decorre num campo de refugiados no Quênia, onde "The Lost Boys" - crianças que fugiram do conflito no Sudão - viveram juntos durante 10 anos.